# Joe Castellano
Joe Castellano (ur. 16 października 1937 roku w Decameré) – włoski kierowca wyścigowy.

## Kariera
Castellano rozpoczął karierę w wyścigach samochodowych w 1979 roku od gościnnych startów w Formule Atlantic, gdzie jednak nie zdobywał punktów. W późniejszych latach Włoch pojawiał się także w stawce Brytyjskiej Formuły 1, Budweiser/7-Eleven Can-Am Series, FIA World Endurance Championship, 24-godzinnego wyścigu Le Mans, IMSA Camel GT Championship, IMSA World Sports Car Championship, Grand American Rolex Series, 24H Dubai oraz Italian Prototype Championship.